# 玉泉寺 (長沙市)
玉泉寺（ぎょくせんじ）は、中華人民共和国湖南省長沙市天心区にある臨済宗系の寺院。

## 歴史
1368年（洪武元年）に建立された。1731年（雍正9年）、長沙府布政使の張鳳儀は寺の中で媽祖の彫像を増やし、当時は天妃宮と称された。1789年、信者が寄付して寺を修復する。1852年、太平天国の乱で寺が損壊する。1877年、シロアリが柱を食い荒らしたため、寺は再建された。2006年、都市建設を支援するため、寺院全体を天心区の金盆嶺に移転した。寺院の地鎮祭は2009年2月に行われ、2015年に完成した。

## 伽藍
山門、鐘楼、鼓楼、大雄宝殿（本堂）、蔵経閣。

## 図録
- 大雄宝殿（本堂）。
- 大雄宝殿（本堂）。
- 蔵経閣。
- 羅漢彫像。